# جامعة سبأ
 جامعة سبأ  جامعة يمنية خاصة، يوجد بها العديد من الكليات والتخصصات العلمية والنظرية مقرها الرئيسي في صنعاء أنشئت بموجب الترخيص الصادر من وزارة التعليم العالي والبحث العلمي برقم (27) وبتاريخ 11 / 8 / 1994م. بدأت الجامعة بمزاولة أنشطتها العلمية في العام الدراسي 1995/ 1996 وحالياً تضم الجامعة الكليات:
- كلية الطب والعلوم الطبية.
- كلية الهندسة.
- كلية الحاسوب وتكنولوجيا المعلومات.
- كلية الإدارة والاقتصاد.
- كلية الآداب والتربية.
- كلية الحقوق.
- الدراسات العليا.

## مقدمة عن الجامعة
تسعى جامعة سبأ إلى التطوير والتحسين المستمر للمعارف وتطبيقاتها الحديثة على الممارسات الأكاديمية والتربوية في كل مراحل ومجالات التعليم وذلك على طريق إعدادا أجيال من المواطنين المؤهلين القادرين على إحداث تغييرات جذرية في شتى مجالات الحياة بالاعتماد على طريق البحث العلمي وتقنية المعلومات وذلك عبر البرامج العالية الجودة والإتقان التي تعدها الجامعة وفقاً لأحدث النظريات العلمية ونتائج الأبحاث العلمية وطرائق وأساليب التعليم الحديث، المتوافقة مع خصوصية المجتمع اليمني وهويته الثقافية، وربط السياسات الأكاديمية بخطط واستراتيجيات الدولة التنموية، والعمل على إيجاد تكامل بين نتاجات البحث العلمي والاحتياجات الحقيقية لسوق العمل، في هيئات ومؤسسات الدولة.. وذلك عبر تطوير وتحسين السياسات الأكاديمية في الجامعة، ومحاولة إثراء مناحي الحياة المختلفة وإنسان المجتمع بالاستفادة من البرامج التي تقدمها كليات ومراكز ومعاهد الجامعة في مختلف المجالات، والعمل على تطوير البحث العلمي وتمكينه من الوصول إلى مؤسسات المجتمع للمساهمة في تطوير إمكاناتها وقدراتها الإنتاجية لتمكينها من المشاركة الفاعلة في دفع المجتمع للتكيف مع الحياة العصرية ، والتأكيد على إسهاماتها الفكرية في خدمة المجتمع اليمني والعربي والعالمي.

## أهداف الجامعة
تهدف جامعة سبأ على المدى البعيد، إلى المساهمة في إحداث تغيير نوعي في التعليم العالي في الجمهورية اليمنية بما يجعله قادراً على تلبية احتياجات البلاد من المتخصصين في العلوم والمعارف الإنسانية والتطبيقية، ومتابعة التطورات العلمية المستحدثة، والمساعدة على رفع كفاءة وقدرات المؤسسات الحكومية والخاصة من خلال برامج التعليم المستمر التي تقدمها والأبحاث العلمية التي يجريها أعضاء هيئة التدريس.
وأهم الأهداف هي: 

1 - إتاحة فرص التعليم العالي والجامعي للطلبة الخريجين من الثانوية العامة في التخصصات المختلفة. 

2 - تنمية القدرات والمهارات العلمية والعملية المختلفة للطلاب والطالبات. 

3 - تخريج كفاءات علمية وفنية مؤهلة وقادرة على المشاركة في تحمل المسئولية وإتقان العمل بما يمكنها أيضاً من مواكبة التقدم العلمي والتطور التكنولوجي. 

4 - الإسهام في رفع كفاءة العاملين في المؤسسات العامة والخاصة من خلال تصميم وتقديم برامج الإعداد والتأهيل والتدريب الخاص بكل مؤسسة راغبة في ذلك. 

5 - تقديم الدراسات والاستشارات الفنية والاقتصادية المتخصصة لمختلف المؤسسات العامة والخاصة. 

6 - المساهمة في نقل وتنمية العلوم والتكنولوجيا وتطويرها لخدمة المجتمع. 

7 - تكوين وتوثيق الصلات والعلاقات العلمية مع الجامعات اليمنية والعربية، والأجنبية بما يساعد على تحقيق الأهداف المتوخاة في النمو والتطوير العلمي في مختلف المجالات من خلال تبادل الخبرات والمعارف والمهارات المختلفة. 

8 - المشاركة الفاعلة في المؤتمرات والندوات العلمية بهدف المساهمة في إثراء المعرفة العلمية وتوجيهها نحو خدمة المجتمع.